# محمد عبد القوي حسن (كاتب)
محمد عبد القوى حسن، شاعر وأديب مصري.

## حياته
ولد عام 1966، في محافظة المنيا، بقرية بنى عامر، التابعة لـ مركز العدوة، ونشأ وترعرع في قريته، وٌلد من أب مصري وأم مصرية.
- عضو اتحاد كتاب مصر.
- رئيس اتحاد كتاب مصر فرع محافظة المنيا.[1][2]
- عضو أمانة أدباء مصر.
- رئيس نادي الأدب المركزي بمحافظة المنيا.[3][3]
- مقرر شعبة العامية باتحاد كتاب مصر
- مؤسس جمعية مبدعي مصر الأدبية.
- رئيس مجلس إدارة مجلة ( مبدعو مصر ).
- مؤسس مؤتمر شعر العامية المقام سنوياً.
- كاتب صحفي بجريدة "نجوم مصرية".[4]
- كاتب لدى بوابة "ينبع بوست" الإخبارية.[5]

## الأعمال الأدبية
من الدواوين الشعرية التي صدرت للشاعر عن طريق اتحاد كتاب مصر والهيئة العامة لقصور الثقافة المصرية: 
- رسالة إلى قلبي، عام 1976.
- عودة قبل الرحيل، عام 1988.
- أغنيات الحب والألم، عام 1989.
- أسمعيني، عام 1999.
- عيونك، عام 2000.
- صح النوم يا عرب، عام 2000.
- محمد الدرة، ديوان شعري، عام 2000
- كان يوم حر جداً، عام 2010.
- الكلام الزين، عام 2017.[7][8][9]
- ناعسة - 2023. [10]

## أعمال صدرت له خصيصاً للأطفال
1. يا سبحان الله، عام 2010.
2. غناوي الشطار، عام 2013.
3. بسم الله ما شاء الله، عام 2016.

## الجوائز
- عام 1990 كُرم في العيد القومي لـ محافظة المنيا.[11]
- عام 1999 تم تكريمه في مؤتمر أدباء المنيا.[12]
- وفي عام 2000 كُرم من قبل نادي أدب مغاغة .[13]
- وفي محفل رسمي له كرمته المملكة العربية السعودية وتسليمه درع (منتدى فصول ).
- وفي عام 2015 كرمته (كلية الأدب جامعة المنيا ) في حفل رسمي له .[14]
- وعام 2016 كرمته الهيئة العامة لقصور الثقافة في حفل رفيع المستوى في مدينته.
- وفي عام 2017 كرمه نادى الأدب المركزي بمحافظة القاهرة ومنحه درع النادي.
- حاصل على جائزة أفضل شاعر عامية، أكثر من مرة، وأكثر من جهة.
- حاصل على جائزة التفوق في الأدب.